# Kersten Lahl

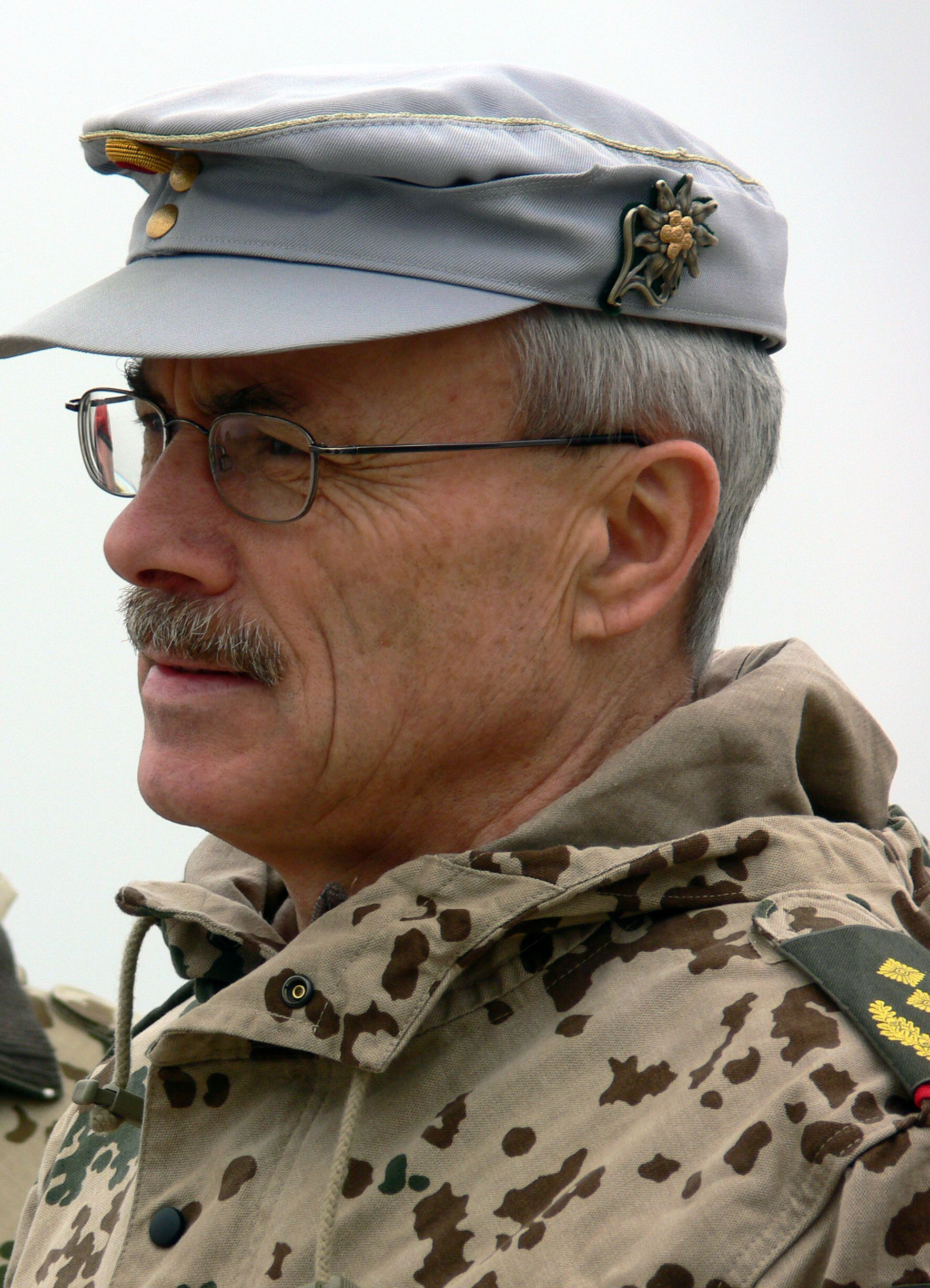
Kersten Lahl (2007)

Kersten Lahl (* 6. Juli 1948 in Bielatal) ist ein Generalleutnant außer Dienst des Heeres der Bundeswehr. Nach seiner Zurruhesetzung im April 2008 war er bis August 2011 Präsident der Bundesakademie für Sicherheitspolitik in Berlin.

## Leben
Lahl ist in Gräfelfing bei München aufgewachsen. Er besuchte bis zum Abitur das Max-Planck-Gymnasium in München-Pasing.
1967 trat er als Gebirgsjäger in Füssen in den Dienst der Bundeswehr. Von 1968 bis 1970 absolvierte er die Offizierausbildung in Sonthofen, Idar-Oberstein und München. Danach diente er bis 1972 zwei Jahre lang als Batterieoffizier in der 4. Batterie des Gebirgsartilleriebataillons 235 in Bad Reichenhall. Von 1972 bis 1973 war Lahl Hörsaal-Offizier an der Heeresoffizierschule III in München. Nach dieser Verwendung nahm er 1973 ein Studium der Betriebswirtschaftslehre an der Universität Mannheim auf, das er 1978 mit Prädikat als Diplom-Kaufmann abschloss. Dabei wurde er auch mit dem Karin-Islinger-Preis ausgezeichnet.
Nach vollendetem Studium übernahm Lahl von 1979 bis 1981 als Batteriechef die 4. Batterie des Gebirgsartilleriebataillons 81 in Kempten. Von 1981 bis 1983 absolvierte er den 24. Generalstabslehrgang Heer an der Führungsakademie der Bundeswehr in Hamburg, wo er zum Offizier im Generalstabsdienst ausgebildet wurde. Anschließend wurde er bis 1985 als Referent für Bundeswehrplanung im Führungsstab der Streitkräfte (FüS) im Bundesministerium der Verteidigung eingesetzt. Von 1985 bis 1986 absolvierte Lahl die US-Generalstabsausbildung am Command and General Staff College in Fort Leavenworth, Kansas und gewann dort den Eisenhower Award.
Wieder in Deutschland übernahm Lahl von 1986 bis 1988 den Posten des Abteilungsleiters Operationen und Ausbildung (G3) im Stab der Panzergrenadierbrigade 31 in Oldenburg. Von 1988 bis Ende 1989 führte er als Bataillonskommandeur das Beobachtungsbataillon 113 in Delmenhorst und wechselte anschließend wieder nach Bonn in das Bundesministerium der Verteidigung. Hier arbeitete er bis 1991, also in den Monaten vor und nach der Deutschen Einheit, als Referent für die Konzeption der Bundeswehr im Führungsstab der Streitkräfte. Nach dieser Verwendung diente Lahl im Dienstgrad Oberst von 1991 bis 1994 als Adjutant und militärpolitischer Berater des Bundespräsidenten Richard von Weizsäcker.
Danach übernahm Lahl von 1994 bis 1996 das Kommando über die Panzerbrigade 34 in Diez an der Lahn. Diesem Truppenkommando folgten zwei Ministerialverwendungen in der Generalsebene: Von 1996 bis 1997 war Lahl Unterabteilungsleiter für Personal Offiziere Heer, und von 1997 bis 2000 übernahm er in der neu geschaffenen Abteilung Personal-, Sozial- und Zentralangelegenheiten (PSZ) die Personalführung des militärischen Spitzenpersonals der Bundeswehr.
Von 2000 bis 2001 war Generalmajor Lahl Befehlshaber im Wehrbereichskommando VI (WBK) und zugleich Divisionskommandeur der 1. Gebirgsdivision, deren letzter Kommandeur er bis zum 30. September 2001 war. Anschließend übernahm Lahl als Befehlshaber den Wehrbereich IV „Süddeutschland“ (Bayern und Baden-Württemberg) mit Dienstsitz in München. Im Februar 2005 wurde er mit der Beförderung zum 3-Sterne-General Befehlshaber des Streitkräfteunterstützungskommandos in Köln-Wahn. Er führte dieses damalige Führungskommando der Streitkräftebasis bis zu seiner Pensionierung im Februar 2008.
Im Anschluss an seinen aktiven Dienst als Soldat wurde Lahl am 31. März 2008 in Berlin Präsident der Bundesakademie für Sicherheitspolitik, der höchstrangigen ressortübergreifenden Weiterbildungseinrichtung Deutschlands auf dem Gebiet der Sicherheitspolitik. Diese Aufgabe übergab er turnusmäßig am 26. August 2011 an Botschafter Hans-Dieter Heumann. Seit 2012 ist er Vizepräsident der Gesellschaft für Sicherheitspolitik. Des Weiteren publiziert er Beiträge zu aktuellen sicherheitspolitischen Themen, so unter anderem gemeinsam mit Johannes Varwick das Buch „Sicherheitspolitik verstehen“ im Wochenschau Verlag, das 2021 aktualisiert und ergänzt in 2. Auflage erscheint.
Lahl ist evangelisch-lutherisch, verheiratet und hat drei erwachsene Töchter. Er lebt in Meckenheim bei Bonn und in Prien am Chiemsee.

## Ehrungen
- 2010: Verdienstkreuz 1. Klasse der Bundesrepublik Deutschland